# Xylinabariopsis
Xylinabariopsis é um género botânico pertencente à família Apocynaceae.